# Moncho Monsalve
José Manuel Monsalve Fernández, detto Moncho (Medina del Campo, 1º gennaio 1945), è un ex cestista e allenatore di pallacanestro spagnolo.

## Carriera

### Giocatore
Moncho Monsalve esordì nella stagione 1962-63 al Club Atlético San Sebastián. Passo poi al Real Madrid nel 1963-1964, rimanendovi fino al 1966-1967. Nella stagione successiva militò nel KAS Bilbao/Vitoria rimanendovi, squadra per la quale giocò fino al 1970. Terminò la sua carriera da giocatore nel Club Bàsquet Sant Josep, nel 1970-71.
Vanta 65 presenze con la maglia della Spagna.

### Allenatore
Ha iniziato la sua carriera di allenatore nel 1972 a Mataro Barcelona. Ha diretto altri club spagnoli come il FC Barcelona, CAI Zaragoza, Murcia CB, CB Málaga, OAR Ferrol, nonché in Italia brevemente nel 1982 il Basket Mestre, poi Nautica Tenerife, Valladolid e Castiglia, recentemente, il Lobos Cantabria. E le selezioni della Repubblica Dominicana, Tunisia, Svizzera e combinata sub'21 Marocco.
È stato anche allenatore di ,  e .
Ha guidato selezioni come Marocco, Svizzera, Brasile e Rep. Dominicana e club come CAI Zaragoza e Cantabria Lobos.
Ha fatto parte dell'Ufficio Tecnico della Federazione Pallacanestro spagnola.

Nel dicembre 2010 la sua carriera è stato riconosciuto con il premio Raimundo Saporta in onore della sua carriera dall'Associazione spagnola degli allenatori (AEEB).
Nel febbraio 2011 ha firmato con il Club Sameji, di Santiago nella Repubblica Dominicana, per condurre la squadra nel Senior Tournament Santiago. Si è dimesso dopo aver subito la terza sconfitta.

## Palmarès

### Giocatore
- Campionato spagnolo: 3

Real Madrid: 1963-1964, 1964-1965, 1965-1966
- Copa del Rey: 3

Real Madrid: 1965, 1966, 1967
- Coppa dei Campioni: 3

Real Madrid: 1963-1964, 1964-1965, 1966-1967

### Allenatore
- FIBA Centrobasket: 1 argento

 Rep. Dominicana: FIBA Centrobasket 1995
- FIBA Americas Championship: 1 oro

 Brasile: FIBA Americas Championship 2009